# РИА Панда
Основное здание
РИА «Панда» — фармацевтический холдинг, специализирующийся на производстве и реализации биологически активных добавок. Компания начала свою деятельность 20 января 1996 года. Впоследствии произошла реорганизация и реструктуризация в холдинг.
РИА «Панда» является одним из лидеров российского рынка биологически активных добавок (БАД) к пище. Входит в «Ассоциацию отечественных разработчиков и изготовителей биологически активных добавок к пище и специй»

## Продукция
В продукцию холдинга входят БАД «Сеалекс», «Аликапс», «Артроцин», «Венозол», «АД Норма» и лечебная косметика — серия кремов «Лекарь», крем и гель «Артроцин», «Венозол» и другие. Также среди продукции холдинга есть и лекарственные препараты («Гистан-Н»).
По данным DSM Group БАДы Сеалекс Форте и Али Капс — самые продаваемые БАДы по объему аптечных продаж (в стоимостном выражении) в России в апреле-мае 2015 г.
Бренд «Бабушкин сироп» номинировался на премию Healthidea 2006 (идея здоровья) в разделе «лучший аудиролик».
В 2011 году бренд «Али Капс» победил в номинации «Биологически активные добавки» общероссийского ежеквартального проекта «Знак Здоровья».

## Критика. Нарушения законодательства и санкции
Несколько некоммерческих организаций («Союз профессиональных фармацевтических организаций», СРО Некоммерческое партнёрство «Объединение производителей БАД к пище) заявило о наличии в обороте на территории РФ фальсифицированных биологически активных добавок к пище, в том числе «Аликапс» и «Сеалекс форте». По их информации БАДы содержали не заявленные при государственной регистрации фармацевтические субстанции — тадалафил, силненафил и варденафил. На основании этой информации СК РФ проводил дополнительные проверки на рынке в результате проверок СК направил в Роспотребнадзор обращение об отзыве свидетельств о государственной регистрации проверенных БАД и их изъятии из оборота. Представители компании «РИА ПАНДА» указывали в свою защиту, что нет аккредитованной методики для выявления лекарственных субстанций в БАД.
Запрещен ввоз и реклама продукции от компании «РИА ПАНДА» на территорию Беларуси, а именно «Али Капс» и «Сеалекс Форте».